# Liste der Universitäten in Alabama
Liste von Universitäten und Colleges im US-Bundesstaat Alabama (in Klammern jeweils die Zahl der Studierenden im Herbst 2021):

## Bundeshochschulen
- Air University an der Maxwell-Gunter Air Force Base
- Army Academy of Health Sciences
- Defense Acquisition University

## Staatliche Hochschulen
- Alabama Agricultural and Mechanical University in Normal in Huntsville (5.969)
- Alabama State University in Montgomery (3.964)
- Auburn University in Auburn (31.526)
  - Auburn University Montgomery in Montgomery (5.068)
- Jacksonville State University in Jacksonville (9.540)
- Troy University (14.901) in Troy und an weiteren Standorten (Dothan, Montgomery, Phenix City)
- University of Alabama System
  - University of Alabama in Tuscaloosa (38.316)
  - University of Alabama at Birmingham in Birmingham (22.289)
  - University of Alabama in Huntsville in Huntsville (9.636)
- University of Montevallo in Montevallo (2.625)
- University of North Alabama in Florence (8.526)
- University of South Alabama in Mobile (13.992)
- University of West Alabama in Livingston (5.594)

## Private Hochschulen
- Amridge University in  Montgomery (723), gegründet 1942 als Montgomery Bible School, ab 2006 Regions University genannt, ab 2010 Amridge University, Privatuniversität der Gemeinden Christi
- Birmingham-Southern College in Birmingham (1.058)
- Columbia Southern University in Orange Beach (16.412, alle Kurse im Fernunterricht)
- Faulkner University in Montgomery (2.874)
- Heritage Christian University in Florence (131)
- Herzing University in Birmingham (615)
- Huntingdon College in Montgomery (844)
- Huntsville Bible College in Huntsville (117)
- Miles College in Fairfield (1.520)
- Oakwood University in Huntsville (1.452)
- Remington College in Mobile (295)
- Samford University in Birmingham (5.758)
- Selma University in Selma
- Spring Hill College in Mobile (1.107)
- Stillman College in Tuscaloosa (728)
- Talladega College in Talladega (1.203)
- Tuskegee University in Tuskegee (2.654)
- United States Sports Academy mit Sitz in Daphne (168, alle Kurse im Fernunterricht)
- University of Mobile in Mobile (1.911)

## Frühere Hochschulen
- Das American College of Computer and Information Sciences war 1988 in Birmingham als American Institute of Computer Science gegründet worden. Es wurde 2000 von der American Sentinel University übernommen. Diese wiederum wurde 2021 von der Post University gekauft.
- Die Andrew Jackson University war eine private Universität, die 1994 in Birmingham den Lehrbetrieb aufnahm. Sie wurde 2010 vom Unternehmen UniversityNow Inc. aufgekauft und änderte den Namen in New Charter University. 2015 wurde die Universität wieder übernommen, diesmal durch das Unternehmen Global Heritage Education, das 2019 durch Bottega LLC. erworben wurde. Die Bottega University befindet sich nun in Salt Lake City in Utah.[2]
- Das Concordia College Alabama war eine 1922 gegründete private Universität, die von der Lutheran Church – Missouri Synod betrieben wurde und die zu den Historisch afroamerikanischen Colleges gehörte. Aufgrund von sinkenden Studierendenzahlen und finanziellen Problemen musste das College 2018 schließen.

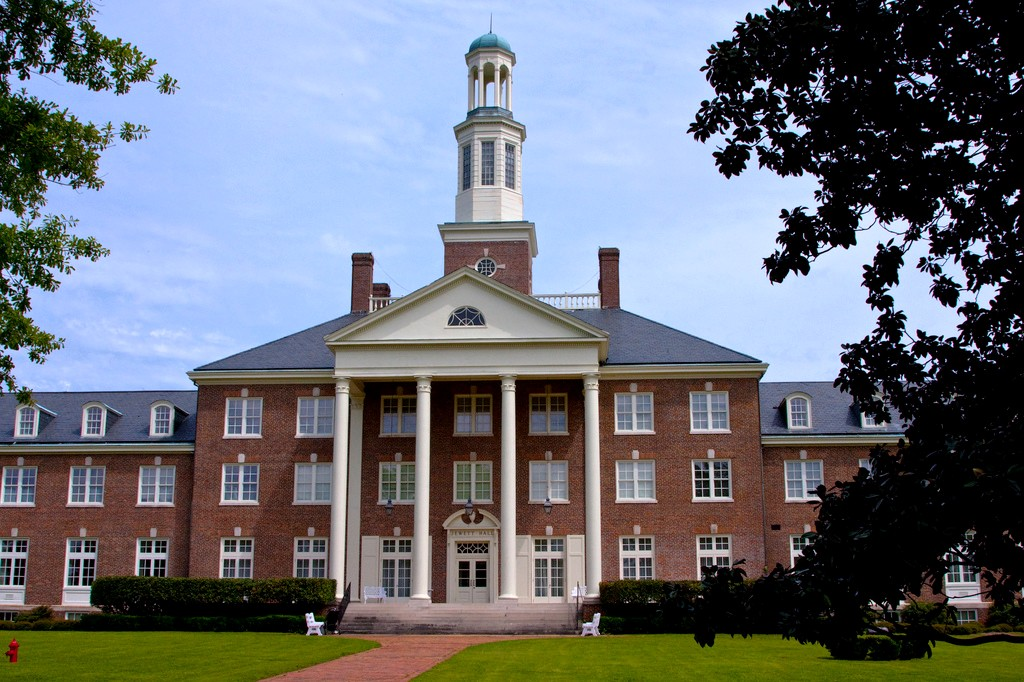
Gebäude des Judson Colleges

- Die 1969 gegründete Privatuniversität ITT Technical Institute hatte Niederlassungen in vielen Staaten der USA. Sie wurde 2016 geschlossen.
- Das Judson College war ein 1838 gegründetes College für Frauen und damit eines der ältesten Frauencolleges in den USA. Im Jahr 2019 waren noch 268 Studierende eingeschrieben. Während der Coronakrise kam das College in finanzielle Schwierigkeiten. Für den Herbst 2021 schrieben sich nur 80 Studierende ein, weswegen das College im Mai 2021 Insolvenz anmeldete.[3]
- Die private Hochschule Southeastern Bible College stellte 2017 aufgrund finanzieller Schwierigkeiten den Lehrbetrieb ein.
- Das Virginia College wurde 1983 in Roanoke in Virginia gegründet. 1992 wurde eine Zweigstelle in Birmingham eröffnet, 1993 eine in Huntsville. Der Campus in Birmingham wurde zum Hauptcampus, und weitere Zweigstellen in Mobile und Montgomery wurden betrieben.[4] Das College wurde 2018 geschlossen.[4]